# Ksenija Rappoport
Ksenija Aleksandrovna Rappoport (russisk: Ксения Александровна Раппопорт) (født: 25. marts 1974 i Leningrad) er en russisk skuespillerinde.